# Prisco de Pânio
Prisco (em latim: Priscus), de Pânio na Trácia, foi um historiador e sofista bizantino do século V. Ele acompanhou Maximino, embaixador de Teodósio II à corte de Átila, o Huno em 448. Durante o reino de Marciano (450–457) ele também tomou parte em missões à Arábia e Egito. Prisco foi o autor de um trabalho histórico em oito volumes (a "História Bizantina"), provavelmente de Átila até Zenão (433–474). Somente fragmentos do trabalho ainda existem, em grande parte preservados na obra Gética, de Jordanes, mas a descrição de Átila e sua corte e a memória da recepção dos embaixadores romanos é um valioso pedaço da  história da Antiguidade. Seus escritos são usualmente imparciais e objetivos.
Três coleções de seus trabalhos remanescentes são:
- Ludwig Dindorf: Historici Graeci Minores (Lípsia, Teubner, 1870) (em grego)
- C.D. Gordon: The Age of Attila: Fifth-century Byzantium and the Barbarians (Ann Arbor, University of Michigan Press, 1960) em inglês)
- Blockley, R.C.: The Fragmentary Classicising Historians of the Later Roman Empire, vol. II (ISBN 0-905205-15-4) (inclui fragmentos de outros historiadores, inclusive Olimpiodoro de Tebas)